# Душан Петковић (фудбалер, 1974)
Душан Петковић (Београд, 13. јун 1974) је бивши српски одбрамбени фудбалер.
Петковић је одиграо 11 утакмица за репрезентацију Србије и Црне Горе и син је њеног бившег тренера Илије Петковића. Позван је на СП 2006. 29. маја након повреде Мирка Вучинића, али је напустио селекцију пре почетка првенства због великог притиска медија и навијача који су тврдили да је позван у тим само због свог оца.
Душан Петковић је искусан одбрамбени играч који је раније играо у Немачкој за Волфсбург, Јапану за Јокохама маринос и у Русији за Спартак из Москве.